# Chiesa di San Martino Urbano
La chiesa di San Martino Urbano è un edificio religioso del centro storico di Treviso. Distrutta durante il bombardamento del 1944, fu ricostruita in forme moderne, ma ha origini antichissime.

## Storia
Le origini della chiesa si perdono nella leggenda. La tradizione afferma che San Martino fosse la prima cappella cittadina di Treviso, fatta erigere da Felice, primo vescovo storicamente attestato (metà del VI secolo). Ricerche più recenti la fanno però più tarda (fine VII - inizio VIII secolo; la prima citazione è del 670), successiva alla fondazione da parte dei monaci del monastero di San Teonisto di Casier da cui dipendeva. A sua volta, quest'ultimo era legato all'abbazia veronese di San Zeno.
Tuttavia, con la decadenza del monastero, fu San Martino ad assumere un ruolo di preminenza, pur rimanendo sottoposta a San Zeno: nel 1221 essa controllava le chiese di San Teonisto di Casier, San Lorenzo di Rovarè, San Giacomo di Visnadello, San Vito di Postioma e San Bartolomeo di Merlengo.
Nel 1321 la chiesa passò dai benedettini zeniani ai giovanniti.

## L'edificio
La chiesa originaria aveva mantenuto in molte parti l'originale aspetto romanico, privo di influenze veneziane.
L'attuale chiesa fu realizzata dall'architetto Angelo Tramontini, iniziata nel 1960 e consacrata il 5 dicembre 1970 dal vescovo Antonio Mistrorigo. Lo stile è quello dell'epoca, con forme plastiche grazie all'uso del cemento armato e scevro da ogni richiamo allo stile antico, che potrebbe risultare artificioso. Tuttavia la struttura è ricca di simbolismo. I due pilastri che reggono la copertura senza l'ausilio delle pareti, si innalzano in alto verso la cupola e in avanti verso l'abside, trasmettendo l'idea di ascesa verso Dio. Attorno sono disposte le pareti, fra loro sfalsate, che sono quattordici come le stazioni della Via Crucis. Nel complesso, gli interni danno l'impressione di trovarsi sotto un grande albero, con un richiamo alla parabola del granello di senape.
Delle opere qui conservate, si ricordano l'affresco absidale di Paolo Rivetta, raffigurante la Chiesa militante e trionfante dal sacrificio alla gloria; la pala della Nostra Signora del Sacro Cuore di Gesù di A. Della Coletta (1964); la pala dei Santi Giovanni Bosco e Domenico Savio di Rizzotto (1966); la pittura su tavola con San Martino di Semenzato (1998). Vanno ricordate poi le opere recuperate dalla chiesa antica: due statue dei santi Zeno e Antonio di Padova, un dipinto del XV secolo, un crocefisso del XVIII secolo, un capitello bizantino e un affresco raffigurante San Martino.
Tra le poche parti dell'antica chiesa sopravvissute, spicca fra tutte il campanile. A pianta quadrilatera, con uno stile a metà tra il romanico lombardo e il bizantino esarcale, fu costruito tra la fine dell'XI e l'inizio del XII secolo.